# Streekmuseum Reinvoart
Streekmuseum Reinvoart is een heemkundig museum te Loksbergen. Het museum toont het volksleven in het Limburgs Hageland van omstreeks 1900.
Het museum, gevestigd in een Kempense langgevelboerderij, werd opgericht in 1986. De naam Reinvoart is een volksnaam voor Boerenwormkruid. Van boerenwormkruid wordt al vanouds gebruikt in tal van gerechten en dranken.
In de boerderij zijn ruimten ingericht met taferelen uit 1900 zoals een herberg, een klompenmakerij, woonvertrekken, een schoolklasje en een schuur. Tal van gebruiksvoorwerpen herinneren nog aan het leven van vroeger, inclusief de kledingstukken van de regionale drachten, die nog tot omstreeks 1960 door sommige mensen gedragen werden. Daartoe behoorden de kanten doeken die de vrouwen op hun hoofd droegen en die bevestigd werden met een zogeheten cornette.
Het museum schenkt tevens aandacht aan de dichter August Cuppens, van 1899 tot 1924 pastoor in Loksbergen.
Aan het museum is ook een volksdansgroep verbonden, die in traditionele klederdracht regionale dansen uitvoert, zoals de kegelaar, een dans uit omstreeks 1600.